# 1-ва СС дивизия Лайбщандарт СС Адолф Хитлер
1-ва СС дивизия Лайбщандарт СС Адолф Хитлер (съкратено – СС-ЛАХ, на немски: 1st SS Division Leibstandarte SS Adolf Hitler) е основана през септември 1933 г. и е личната гвардия на Адолф Хитлер. През 1939 г. СС-ЛАХ става отделна бойна част от Вафен-СС заедно със SS-Totenkopfverbände (SS-TV) и SS-Verfügungstruppe (SS-VT).

## Ранна история (1923 – 1933)
В ранните дни на Националсоциалистическа германска работническа партия (НСДАП) лидерите ѝ разбират необходимостта от създаването на гвардейски части съставени от доверени и лоялни мъже. Ернст Рьом създава първата формация за лична охрана от 19-а минометна рота. От нея се заражда СА (на немски: Sturmabteilung). Адолф Хитлер осъзнавайки потенциалната заплаха от тази организация нарежда създаването на собствена част за лична охрана, през началото на 1923 г. Първоначално тази формация е малка и наброява осем души (командвани от Юлиус Шрек и Йозеф Берхтолд. Тя носи името Stabswache (от немски: щабна охрана). На членовете ѝ са дадени униформи, които да показват разликата им от СА (въпреки че на този етап те са под командването ѝ). Шрек възражда използването на мъртвешката глава (на немски: Totenkopf) като отличителен белег. Този символ е използван от редица елитни части в Пруското кралство, а по-късно и в Германската империя.
Скоро след създаването си тази част е преименувана на Щурмова група Адолф Хитлер (на немски: Stoßtrupp). На 9 ноември 1923 г. тя заедно със СА и няколко други полувоенни групи на НСДАП участва в неуспешния Бирен пуч в Мюнхен. Като резултат Хитлер е хвърлен в затвора, а НСДАП и всички свързани с нея формации, включително щурмовата група, са официално разпуснати.
Скоро след освобождаването си през 1924 г. Хитлер нарежда формирането на нова гвардейска част, отново наречена Stabswache. Този път тя не попада под контрола на СА. През 1925 г. Stabswache е преименувана на Schutzstaffel или накратко СС. До март 1933 г. тя се разраства от малка част за лична охрана до формация надхвърляща 50 000 мъже. Взема се решение да се образува нова част, като за кадри се подберат най-способните и доверени членове на СС.
На 17 март 1933 г. се сформира СС-Щабсвах Берлин под командването на Йозеф „Зеп“ Дитрих, личната охрана на Хитлер. Дитрих лично избира 120 мъже за тази част. Тя е базирана в казармите Александър в Берлин. По-късно през 1933 г. формацията е преименувана на СС-Зондеркомандо Зосен (SS-Sonderkommando Zossen), а още 120 мъже сформират СС-Зондеркомандо Ютербог (SS-Sonderkommando Jüterbog). Двете части служат за лична охрана на йерархията на НСДАП, за трениране на кадри за СС, а за кратко време и като спомагателни полицейски формации.
През септември 1933 г. двете формации се сливат в една – СС-Зондеркомандо Берлин. През ноември 1933 г. по случай на десет годишнината на Бирения пуч те участват в поход и паметна служба край Залата на пълководците (на немски: Feldherrnhalle), където е издигнат паметник в памет на загиналите по време на пуча членове на НСДАП. Всички членове на Зондеркомандо се заклеват в лична вярност на Хитлер. В края на церемонията формацията получава ново име, Лайбщандарт Адолф Хитлер.

## Изпитание с огън
В началото на 1934 г. Хайнрих Химлер, носещ титлата Райхсфюрер, нарежда Лайбщандарта да бъде преименуван на Лайбщандарт СС Адолф Хитлер (ЛССАХ). В края на юни е бойното кръщене на ЛССАХ. Ернст Рьом, командирът на СА, започва кампания за по-голяма власт на вече силната СА. Хитлер решава, че СА трябва да бъде поставена на мястото си и нарежда на Химлер и Херман Гьоринг да подготвят за действие елитните си формации, Лайбщандарт и Landespolizeigruppe генерал Гьоринг. ЛССАХ формира две роти под командването на Юрген Вагнер и Ото Райх. Те са прехвърлени в Мюнхен на 30 юни.
Хитлер нарежда всички лидери на СА да присъстват на среща в хотел Ханселбауер в град Бад Висзе, близо до Мюнхен. На 30 юни Хитлер се присъединява към Зеп Дитрих и част от Лайбщандарт и отпътуват за мястото на срещата, за да командва лично ареста на Рьом и последвалата екзекуция. Това, което нацистите наричат Рьом пуч, в опит да легитимират действията си поне привидно, става известно като Нощ на дългите ножове. Ротите на ЛССАХ заедно с Landespolizeigruppe на Гьоринг изпълняват ролята на ескадрони на смъртта и извършват множество екзекуции, без присъда, през следващите няколко дни. До 13 юли 1934 г. най-малко 177 души са убити.
Действията на ЛССАХ и формацията на Гьоринг успяват успешно да премахнат лидерите на СА и да елиминират заплахата към ръководството на Хитлер. След „успехът“ на нощта на дългите ножове, като признание за извършеното, ЛССАХ и Landespolizeigruppe генерал Гьоринг са разширени до размер на полк и са моторизирани. В допълнение СС вече не е под контрола на СА.
Въпреки че СС започва да приема нови попълнения, ЛССАХ остава върха на арийския идеал на Хитлер. Строгите наборни правила означават, че приети ще бъдат само тези, които изглеждат достатъчно арийци, са физически подходящи и са пламенни националсоциалисти.
ЛССАХ осигуряват почетна охрана при няколко Нюрнбергски събрания, а през 1935 г. участват в окупирането на Саарланд. Участват като част от авангарда на марша в Австрия като част от нейното анексиране. След това при окупацията на Судетите. През март 1939 г. участват в анексирането на Бохемия и Моравия. Скоро след това към ЛССАХ са прикачени няколко моторизирани формации, включително взвод бронирани коли и мотоциклетна част. С това тя се превръща в моторизиран пехотен полк Лайбщандарт СС Адолф Хитлер.
През януари 1939 г. в берлинския зоопарк се провежда бал на Лайбщандарт. Зеп Дитрих организира това празненство за високопоставени личности и кани известни изпълнители като Ханс Алберс, Хайнрих Георг, и Кет фон Наги. Почетен гост е главнокомандващия на Вермахта, Валтер фон Браухич.
Когато през средата на 1939 г. Хитлер нарежда формирането на СС дивизия Лайбщандарт е натоварена да формира собствени части, за разлика от другите щандарти като SS-VT, СС-щандарт Deutschland, СС-щандарт Germania и СС-щандарт Дер Фюрер. Полската криза от октомври 1939 г. забавя тези планове и на ЛССАХ е наредено да се присъедини към германския 13-и армейски корпус, част от група армии Юг, която се приготвя за атака срещу Полша.

## Участие във войната

### Кампании в началото на войната
По време на началните етапи на нападението над Полша ЛССАХ е прикачена към 17-а пехотна дивизия и отговаря за фланговата защита на южната част на образуваните клещи. Полкът участва в няколко яростни битки срещу полските кавалерийски бригади опитващи се да ударят фланговете на германското настъпление. Край Пабянице, град близо до Лодз, ЛССАХ отблъсква елементи на полската 28-а пехотна дивизия и Волинската кавалерийска бригада (на полски: Wołyńska) след свиреп ръкопашен бой.
След успеха при Пабянице ЛССАХ е преместена в района край Варшава и е прикачена към 4-та танкова дивизия, под командването на генералоберст Георг-Ханс Райнхардт. Там тя участва в действията предотвратили пробив от страна на обкръжените полски части. ЛССАХ се доказват като ефективна бойна формация по време на кампанията въпреки че няколко генерали от сухопътните сили имат известни резерви към високите загуби понесени по време на бой от нея и SS-VT.
Полкът е прехвърлен към холандската граница за началото на Битката за Франция и формира авангарда на сухопътното настъпление в Холандия. Задачата им е пленяването на важния мост над река Айсел и свързване с въздушнодесантните части (на немски: Fallschirmjäger) на генералоберст Курт Щудент, 7-а въздушна дивизия и 22-ра въздушнопреносима пехотна дивизия.
Нападението над Франция и Холандия започва на 10 май 1940 г. На този ден ЛССАХ преминава над 75 км, подсигурява място за пресичане на река Айсел близо до Зьотпхен. Това става след като откриват, че мостът който е тяхна цел е унищожен. През следващите четири дни прекарани в сражения ЛССАХ преминава 215 км и си спечелват съмнителна слава след като по погрешка стрелят и сериозно раняват генералоберст Щудент близо до Амстердам. На 14 май след капитулацията на Холандия полкът става част от резерва на група армии Б.
След британската бронетанкова контраатака при Арас ЛССАХ заедно със СС дивизия Дас Райх са прехвърлени на фронтовата линия. Задачата им е да удържат периметъра край Дюнкерк и да намалят размера на чувала заобикалящ обградените Британски експедиционен корпус и френски части. Край Вормхуд ЛССАХ пренебрегва заповедта на Хитлер за спиране на настъплението и продължават атаката, превземат британските артилерийски позиции разположени на Ватенбергските височини. По време на атаката полкът понася тежки загуби.
След атаката елементи от 2-ри батальон на ЛССАХ, под командването на СС-Хауптщурмфюрер Вилхелм Монке, са погрешно осведомени, че дивизионния им командир Зеп Дитрих е убит в сраженията. В това, което става известно, като клането край Вормхуд са екзекутирани около 80 британски военнопленници от 2-ри батальон на кралския уорвикширски полк като отмъщение за предполагаемата смърт на Дитрих. Въпреки че престъплението е извършено, степента на замесеност на Монке е неизвестна, и поради това той не е съден по това обвинение.
Трагичните събития край Вормхуд разкриват как политическата идеология на войниците от ЛССАХ може да ги превърне в отлична бойна част, която не уважава устновените военни правила. Полкът приключва кампанията на бреговете край Дюнкерк.

### Балканите
След края на кампаниите на запад ЛССАХ е разширена до размер на бригада. Въпреки това тя запазва означението си като полк. Част от добавените формации са противовъздушен батальон и формирование от щурмови оръдия Sturmgeschütz. В края на 1940 г. полкът тренира амфибийни десанти в подготовка за Операция Морски лъв. След провала на Битката за Англия и отмяната на операцията ЛССАХ е прехвърлена в България като подготовка за Операция Марита, част от планираната инвазия в Гърция и Балканите.
Операцията започва на 6 април 1941 г. Задачата на ЛССАХ е да следва пътя на 9-а танкова дивизия, част от 40-и танков корпус на танковия генерал (на немски: General der Panzertruppen) Георг Щуме. Полкът пресича границата и скоро навлиза дълбоко в гръцката територия.
ЛССАХ превзема Баница (на гръцки Веви) на 10 април. Подсиленият лек разузнавателен отряд от ЛССАХ на щурмбанфюрер Курт Майер е натоварен със задачата да преодолее защитата в Клисурския проход, намиращ се югозападно от Баница. След това трябва да продължи към района на Костур (Кастория), за да пресече пътя за отстъпление на изтеглящите се гръцки и британски части. Въпреки силната съпротива, отрядът на Майер овладява прохода.
1-ви батальон под командването на щурмбанфюрер Фритц Вит получава задачата да прочисти прохода Кирли дервент при село Церово (Клиди), южно от Баница. Той е защитаван от австралийски, британски и новозеландски части. Батальонът на Вит е подкрепен и преименуван на бойна група Вит. Австралийски офицер пише за немското „нахалство“: „...камиони се спуснаха по главния път до 3000 ярда от нашата пехота.“, където се разтоварват СС войниците. Германците се принудени да напуснат пътя и срещат силна съпротива в продължение на два дни. Сутринта на 12 април те провеждат фронтална атака и до късния следобед проходът е разчистен. 1-ва батальон на ЛССАХ нанася големи загуби на противника и пленява над 520 войника, като загубите му наброяват 37 убити, 98 ранени и двама изчезнали.
С пробивите при двата прохода основната защитна линия на гръцката 1-ва армия е пробита, а кампанията се превръща в битка целяща да не позволи на противника да се измъкне. На 20 април след битка при прохода Мецово (намиращ се на височина 5000 фута) в планина Пинд, командирът на гръцката 1-ва армия се предава с цялата гръцка армия на Дитрих. Британските и частите от бившите британски колонии са единствените съюзнически части останали в Гърция. Те отстъпват през Коринтския канал до Пелопонес. До 26 април ЛССАХ достига Патраския залив в опит да отреже пътя за отстъпление на противника. Дитрих нарежда на полка да пресече залива и да окупира град Патра. Тъй като не разполагат с транспортни кораби ЛССАХ реквизират рибарски лодки и успешно пресичат, въпреки че са принудени да оставят голяма част от тежката си екипировка. До 30 април последните съюзнически части са пленени или изтеглени. ЛССАХ заемат почетна позиция при победния парад в Атина.
След операция Марита ЛССАХ е прехвърлена на север, където се присъединява към група армии Юг подготвяща се за началото на Операция Барбароса.

### Операция Барбароса
След отличното представяне на ЛССАХ по време на Операция Марита, Химлер нарежда тя да бъда разширена до дивизия. Като такава, полкът вече с размер на подсилена бригада, е преименуван на СС дивизия (моторизирана) Лайбщандарт Адолф Хитлер. Това става преди началото на Операция Барбароса, нападението над Съветския съюз, поради което няма достатъчно време за формиране на пълно окомплектована дивизия. По тази причина ЛССАХ остава с големината на подсилена бригада.
ЛССАХ е прикачена към 54-ти армейски корпус и стои в резерв по време на началните етапи на инвазията. През август е прикачена към 3-ти танков корпус, част от 1-ва танкова група на Евалд фон Клайст. През това време ЛССАХ участва в битката при Уман и последвалото превземане на Киев. Дивизията участва в тежки боеве, при които батальонът на Майер се отличава.
В началото на септември дивизията е прехвърлена обратно към 54-ти армейски корпус, като подготовка за офанзивата целяща прочистване на Кримския полуостров. Операцията започва на 17 септември 1941 г. ЛССАХ участва в тежките боеве за град Перекоп, преди да премине през Перекопския провлак, за да атакува съветските защитни позиции край Тартърския канал.
През ноември ЛССАХ е прехвърлена отново към 1-ва танкова група и участва в боевете за град Ростов на Дон, който е превзет в края на ноември. По време операция Барбароса дивизията навлиза на 960 км в съветската територия.
Силните съветски контраатаки през зимата карат група армии Юг до отстъпят от Ростов на Дон до защитните линии на река Миус. ЛССАХ прекарва зимата като води свирепи защитни боеве при температури достигащи до -40 °C, с минимален брой зимни облекла и само 150 грама провизии на човек на ден. Въпреки това дивизията удържа. След като отминава периода на распутица, изтощената дивизия се присъединява към Операция „Блау“. Участва в боевете за повторното превземане на Ростов на Дон, до края на юли 1942 г. Силно отслабена и напълно изтощена ЛССАХ е изтеглена от фронтовата линия. Наредено е да се премести в Нормандия, където се присъединява към 2-ри СС танков корпус, за да формират танково-гренадирска дивизия.

### Харков
ЛССАХ прекарва остатъка от 1942 г. в снабдяване, въоръжаване и разширяване до танково-гренадирска дивизия. Благодарение на усилията на Химлер и СС-Обергрупенфюрер Паул Хаусер, командир на СС танков корпус, четирите СС танково-гренадирски дивизии (ЛССАХ, Викинг, Дас Райх и Тотенкопф) разполагат с по една рота танкове, вместо с по един батальон. Това означава, че те са с размер на танкови дивизии (единствената разлика е името). Освен това дивизията получава девет танка Тигър, които формират 13-а тежка рота от 1-ви танков полк.
Пробивът на фронта край Сталинград и обкръжението на германската 6-а армия означава, че целия източен фронт е близо до колапс. Генерал-фелдмаршал Ерих фон Манщайн, командир на група армии Дон, поисква подкрепления, за да спре съветската атака близо до Харков. СС танковия корпус получава заповед да се присъедини към неговите части.
ЛССАХ пристига на фронта в края на януари 1943 г. и е изпратена на фронтовата линия, за да защитава Харков, като част от СС танковия корпус на Хаусер. Срещу тях са стотици танкове T-34 от Мобилна група Попов, съветска бронетанкова група с размер на армия, която формира авангарда на съветското настъпление. На 8 – 9 февруари 1943 г. 1-ви полк от ЛССАХ под командването на СС-Щурмбанфюрер Фриц Вит заедно с 1-ви батальон от 1-ви СС танков полк на СС-Щурмбанфюрер Макс Вюнше водят тежки забавящи боеве близо до град Мерефа, като спират съветското настъпление. През следващите няколко седмици дивизията води защитни боеве, като постепенно е изтласкана до и в град Харков.
Въпреки нанесените тежки загуби на противника и отблъсквайки всички атаки, руснаците успяват да обходят фланга на корпуса. На 15 февруари Хаусер пренебрегва заповедите на Хитлер да задържи града на всяка цена и нарежда на СС танковия корпус да го напусне и да отстъпи по посока Красноград. През следващата седмица корпусът унищожава мобилна група Попов в серия брилянтни и тежки боеве. ЛССАХ е главен участник в тях, като унищожава няколко съветски дивизии и нанася тежки загуби.
Хаусер нарежда Харков да бъде превзет отново. ЛССАХ, Дас Райх и Тотенкопф оформят авангарда на атаката, която започва на 2 март. Лайбщандарта е разделен на три бойни групи (на немски: Kampfgruppe), чиято цел е да атакуват и превземат града. През следващите седмици ЛССАХ взема участие в яростни боеве. Бойна група Майер пробива защитната линия при червения площад, преди да бъде откъсната от основните сили. Бойна група Вит участва в тежки боеве срещу съветските сили край Дергачи, преди да пробие и настъпи към града. И двете групи са неколкократно откъсвани от основните сили. Едва при пробива на бойна група Пайпер, командвана от Йоахим Пайпер, са победени защитниците на града. До 21 март битката приключва, Харков отново е в германски ръце. Пробивът на бойна група Пайпер достига до Белгород.
В чест на 4500 жертви на ЛССАХ, червения площад в Харков в преименуван на Platz der Leibstandarte SS Adolf Hitler. Дивизията е изтеглена за така необходимите ѝ почивка и възстановяване.

### Курск
Пролетното топене на снеговете спира офанзивните операции, което дава на Лайбщандарт време за почивка и попълване на загубите. До началото на юни 1943 г. дивизията е напълно възстановена. Бронетанковите части вкючват 12 танка Тигър, 72 Панцер IV, 16 Панцер III и Панцер II, и 31 Sturmgeschütz III. В края на юни 1943 г. е формиран 1-ви СС танков корпус, а частта под командването на Хаусер е преименувана на 2-ри СС танков корпус.
2-ри СС танков корпус е прехвърлен на север до Белгород в подготовка за предстоящата лятна офанзива, Операция Цитадела. ЛССАХ заедно с Тотенкопф и Дас Райх формират авангарда на 4-та танкова армия, под командването на генералоберст Херман Хот, чиято задача е да пробие южния фланг на Курската дъга.
Целта на 9-а армия на генерал-фелдмаршал Валтер Модел е да извърши пробив в северния фланг, след което двете формации трябва да се срещнат близо до град Курск. Целта на това е да бъдат обкръжени голям брой съветски части.
2-ри СС танков корпус достига сборния си пункт на 28 юни и започва подготовка за нападението. Атаката е насрочена за 5 юли, а на 4 юли корпусът, заедно с 48-и танков корпус (разположен на левия му фланг) и 3-ти танков корпус (разположен на десния му фланг) започват ограничени атаки, за да осигурят наблюдателни постове. Боевете продължават през целия ден. Пионерският батальон на ЛССАХ води тежки сражения срещу окопаните съветски войски.
Съветският шпионски кръг Луси, проникнал във върховното командване на Вермахта, информира руското главно командване за предстоящите операции. Пленени германски войници осигуряват детайли за целите и участъците на основните настъпления. Преди изгрев, на 5 юли 1943 г., руснаците започват масиран артилерийски обстрел срещу сборните пунктове на германците. Въпреки това атаката започва само с минимално забавяне, а над нея се води една от най-големите въздушни битки в историята. Луфтвафе се защитават срещу съветските военновъздушни сили опитващи се да унищожат германските самолети на земята.
Танковете на ЛССАХ напредващи във формация Танков клин скоро се натъкват на съветските противотанкови позиции. Сложната организация на руската защита забавя атаката, но за разлика от 9-а армия на Модел, ЛССАХ и 2-ри танков корпус пробиват защитната линия.
До 9 юли СС танковият корпус е напреднал 30 мили на север и е близо до малкия град Прохоровка. Лайбщандарта отново е част от авангарда. Дотогава дивизията има 77 бронетанкови машини. 2-ри СС танково-гренадирски полк подкрепен от няколко танка напредва към пътя за Прохоровка, като среща силна съпротива. До обяд гренадирите прочистват совхоз Комсомолец и започват атака срещу хълм 241.6, който превземат скоро след залеза на 10 юли.
На 11 юли настъплението продължава. През този ден дивизията овладява совхоз Октябриский и хълм 252.2. Това става след тежки боеве срещу съветските парашутисти от 9-а гвардейска въздушнодесантна дивизия. На 12 юли руснаците контраатакуват с 5-а гвардейска танкова армия край Прохоровка. Два танкови корпуса се изправят срещу Лайбщандарта край фермата Октябриский и хълм 252.2. В последвалите боеве превъзхожданите числено германци нанасят тежки загуби на руснаците, като унищожават много танкове. Загубите на Лайбщандарт са сравнително малко, но контраатаката спира германското настъпление, а дивизията отстъпва до Октябриский. Боевете продължават на 13 юли, но основната съветска атака се премества срещу дивизия „Тотенкопф“, намираща се на левия фланг на ЛССАХ.
Докато битката край Прохоровка продължава, без нито една страна да има решаващ успех, руснаците започват масивна контраофанзива край Орел. Това кара Хитлер да спре операция Цитадела. СС танковия корпус и ЛССАХ са изтеглени от фронтовата линия. Лайбщандарта е изпратен в Италия, като целта му е да стабилизира ситуацията причинена от свалянето от власт на Бенито Мусолини от правителството на Пиетро Бадолио и съюзническия десант в Сицилия. Дивизията оставя танковете и екипировката си на Дас Райх и Тотенкопф.

### Италия
Дивизията спира с Инсбрук, Австрия. Там е екипирана с нови машини. След това продължва пътя си през Алпите и навлиза в Северна Италия. На 8 август 1943 г. тя достига равнината на река По.
ЛССАХ е натоварена със задачата да охранява няколко важни пътя и железопътни възела в района Тренто-Верона. След няколко седмици тя е преместена в друг район, Парма-Реджо нел'Емилия. През този период ЛССАХ участва в няколко схватки с партизани. След италианския колапс на 8 септември 1943 г. дивизията е натоварена със задачата да обезоръжава близките италиански части. Нещата преминават гладко, с изключение на сблъсък с формации разположени в Парма на 9 септември. До 19 септември разоръжаването приключва. ОКВ е загрижено от докладите за прегрупиращи се елементи от италианската 14-а армия край Пиемонт, близо до френската граница. 3-ти механизиран батальон от 2-ри СС танково-гренадирски полк, под командването на щурмбанфюрер Йоахим Пайпер е изпратен да обезоръжи тези части. След като пристигат в провинцията Кунео, те са предупредени от италиански офицер, че ако не се изтеглят, частите под негово командване ще атакуват. Пайпер отказва и италианците атакуват. В последвалото сражение ветераните от германския батальон побеждават и продължават с обезоръжаването на останалите италиански части в района.
След разпадането и капитулацията на Италия се увеличават действията на партизанските групи. ЛССАХ е изпратена на полуостров Истрия и участва в няколко големи противопартизански операции. По време на престоя в Италия Лайбщандарт е реформирана до танкова дивизия и получава наименованието 1-ва СС танкова дивизия Лайбщандарт СС Адолф Хитлер. В началото на ноември с влошаването на ситуацията на Източния фронт дивизията получава заповед да се завърне там. Пристига в района на Житомир в средата на ноември.

### Източен фронт
Дивизията е прикрепена към 48-и танков корпус, част от 4-та танкова армия, която се опитва да удържи фронта край Житомир. ЛССАХ е разделена на няколко бойни групи и е изпратена на фронтовата линия. На 18 ноември бойна група Фрей спира настъплението на 5-а гвардейска танкова армия близо до град Котшерово. През следващите два месеца дивизията участва тежки боеве в района на Житомир, изпълнявайки дейности в различни критични части на фронтовата линия, което позволява на 48-и танков корпус да удържи.
През януари 1944 г. един от командирите на танк Тигър, Михаел Витман от 101-ви тежкотанков батальон, получава дъбови листа към Рицарския кръст за действията си позволили спирането на атаката на съветска бронетанкова бригада. В края на януари дивизията е прехвърлена в района на Черкаск, където е прикачена към 3-ти танков корпус, част от 1-ва танкова армия.
През февруари 1944 г., когато 56 000 мъже от група Щемерман са обградени в Корсунския чувал, на ЛССАХ заедно с останалата част на 3-ти танков корпус и 48-и танков корпус е заповядано да пробият съветския кордон и да спасят попадналите в капан части. Хитлер се намесва и нарежда опитът за пробив да бъде променен в невъзможен опит за контраобкръжение на двата съветски фронта. ЛССАХ заедно с танковите части, включително 503-ти тежкотанков батальон под командването на Франц Баке, водят атаката. Въпреки началните успехи атаката спира. Това се дължи на съпротивата на четири съветски танкови корпуса и дълбоката кал от ранното топене на снеговете. Изтощените германци успяват да достигнат река Гнилой Тикич, където е осигурено предмостие. Оцелелите войници в обкръжението пробиват съветския кордон и достигат предмостието. До края на февруари битката приключва.
Голяма част от ЛССАХ е изтеглена в Белгия за почивка и възстановяване. На Източния фронт остава една бойна група. На 22 март 1-ва танкова армия е обкръжена в Каменец-Подолския чувал. Бойната група от ЛССАХ взема участие в отчаяните боеве, целящи пробив на обкръжението. Тя стават част от авангарда, който успява да се свърже с 2-ри СС танков корпус край Бучач на 6 април 1944 г. На останките на бойната група е наредено да заминат за Белгия, за почивка, възстановяване и присъединяване към останалата част на дивизията.

### Нормандия
Най-важната роля на ЛССАХ в Нормандия са действията ѝ по време на Операция Гудуд. Тя започва на 18 юли, когато три вражески бронетанкови дивизии с пехотна поддръжка по фланговете преминават през пролуката между Кан и източните височини. Те трябва да преминат през хълмовете при Бюргибюс и да атакуват през открит терен. Атаката е предшествана от тричасови бомбардировки от 2500 самолета, които зашеметяват германската пехота, вибрациите повреждат картечниците MG42 и унищожават голяма част от танковете.
Скоро след това се появяват британските танкове и овладяват всички основни цели. 2-ра рота от 1-ви СС танков полк, разположен в горите край Гарселес, получава заповед да атакува англичаните край Солие. СС-oберщурмфюрер Малкомес с тринайсетте танкове Пантера под свое командване открива 60 противникови танка на юг-югоизток от града. Той атакува и унищожава 20 от тях, след което превзема Солие. Около 12 часа целият 1-ви батальон от 1-ви СС танков полк, 46 танкове Пантера, влиза в бой с 29-а танкова бригада на 11-а бронетанкова дивизия. Основната част на ЛССАХ е изпратена към фронта от Фалез, където е разположена като резерв. Пристигат към 17:00 часа и атакуват незабавно, заедно с 21-ва танкова дивизия, която спира британската офанзива на левия фланг. Британците се изтеглят към Кан, като изоставят 126 унищожени танка.
19 юли изглежда като край на Гудууд. Проведени са няколко индивидуални танкови атаки. Но в 13 часа британците атакуват отново. Пристигналите подкрепления им позволяват да продължат атаката. Те бързо преодоляват германските части, като авангардът е съставен от танкове. Към 16 часа танкове Шърман Светулка и Кромуел приближават хълма край Bourguιbus. Отряд след отряд попадат под огън и са унищожавани от заелите позиции танкове Пантера от ЛССАХ. Към 15 часа започват да пристигат първите части от 12-а СС танкова дивизия, които поемат десния фланг. Британците се провалят в усилията си да пробият извън своето предмостие, но Кан е в техни ръце и разширяват предмостието с 9 км. Те губят 493 танка и 4011 убити или ранени.
Пет дни по-късно американците виждат своя шанс да пробият извън своето предмостие. Отслабената германска защита не може да издържи на войната на изтощение. Пристигат малко или никакви подкрепления, продоволствията са взривявани и движението през деня е почти невъзможно. Американците атакуват, една колона тръгва към Авранш, а друга извършва опит за обкръжение. Хитлер не позволява отстъпление и нарежда контраатака. ЛССАХ заедно с още четири други СС танкови дивизии и три танкови дивизии на Вермахта атакуват на 7 август, след като се придвижват към началните пунктове на операцията на 5 и 6 август. Използвани са 1-ви СС танков полк заедно с два танково-гренадирски батальона, една пионерска рота и противовъздушен батальон. Времето е неподходящо за полети през този ден, затова атаката започва добре в началото, въпреки че съюзниците знаят за нея. Дас Райх успява да превземе отново Мортен, а танковата бойна група под командването на Йоахим Пайпер достига до Bourlopin, но е спряна от голям брой съюзнически самолети. Още един опит е направен на следващия ден, но се проваля.
Доклад от СС-Оберстщурмфюрер Пройс от 10-а рота, 2-ра СС танково-гренадирска рота описва невъзможната ситуация:
„Вярно е, че един от изтребителите бомбардировачи, които свалихме, удари танк и го унищожи. Голяма част от другите танкове и щурмова артилерия станаха жертва на интензивните въздушни бомбардировки, които продължиха с часове. Тези гренадири, които са способни да се бият, се разпръскват наляво и надясно край многото плетове по терена. Бяха щастливи, че прелитащите като рояк пчели бомбардировачи над главите ни намират по-апетитни цели от отделни войници. Съгласих се с тях. Чух, че Пайпер е преживял сърдечен удар. Дифентал (командирът на 3-та рота, 2-ри батальон) загуби слуха си, когато бомба падна вдясно от него. Кулман не успя да предвижи атаката напред. Моят храбър вестоносец, щурман Хорст Райникен, бе убит, докато се опитваше да достигне щаба на танковия батальон от Вермахта, на който бяхме подчинени. Той се опитваше да ги уведоми за това, че командирът и адютантът му лежат мъртви недалеч от нашия плет.“
След края на кампанията в Нормандия ЛССАХ е обкръжена от американци и британци, във Фалезкия чувал. Дотогава частта е сведена до няколко малки бойни групи. Фон Клуге, главнокомандващ на западния фронт (наследник на фон Рундщет), заповядва на Хаусер, командир на 7-а армия, да изтегли 2-ри СС танков корпус (Хоенщауфен и Фрундсберг), машините и административния персонал през чувала. Хитлер все още не е дал заповед за отстъпление. Всичко зависи от желанието на частите да се измъкнат. ЛССАХ пробива през обкръжението на 22 август, след като унтерфюрер и фюрер офицерите поемат командването над малки бойни групи. Според докладите след успешния пробив те не разполагат с танкове и артилерия в бойна готовност. Цялата кампания коства на ЛССАХ загуби от порядъка на 5000 ранени или убити.

## Развитие на бойната част
- Щабсвах (контролирана от СА)
- Щурмова група Адолф Хитлер (контролирана от СА)
- Щабсвах
- СС-Щабсвах Берлин
- СС-Зондеркомандо Зосен
- СС-Зондеркомандо Ютербог
- СС-Зондеркомандо Берлин
- Лайбщандарт Адолф Хитлер
- Лайбщандарт СС Адолф Хитлер
- Пехотен полк (моторизиран) Лайбщандарт СС Адолф Хитлер
- СС-дивизия (моторизирана) Лайбщандарт СС Адолф Хитлер
- СС танково-гренадирска дивизия Лайбщандарт СС Адолф Хитлер
- 1-ва СС танкова дивизия Лайбщандарт СС Адолф Хитлер

## Командири
- СС-Оберстгрупенфюрер Йозеф Дитрих, 15 август 1938 – 7 април 1943 г.
- СС-Бригаденфюрер Теодор Виш, 7 април 1943 – 20 август 1944 г.
- СС-Бригаденфюрер Вилхелм Монке, 20 август 1944 – 6 февруари 1945 г.
- СС-Бригаденфюрер Ото Кум, 6 февруари 1945 – 8 май 1945 г.

## Структура на бойната част

### Структура на пехотен полк Лайбщандарт СС Адолф Хитлер – Операция Марита
- Генерален щаб на полка: СС-Групенфюрер Йозеф Дитрих
- 1-ви пехотен батальон (моторизиран): СС-Щурмбанфюрер Фритц Вит
- 2-ри пехотен батальон (моторизиран): СС-Щурмбанфюрер Теодор Виш
- 3-ти пехотен батальон (моторизиран): СС-Щурмбанфюрер Вайденхаупт
- 4-ти пехотен батальон (моторизиран): СС-Щурмбанфюрер Янке
- 5-и пехотен батальон (моторизиран): СС-Щурмбанфюрер Ван Бибер
- Тежък пехотен батальон (моторизиран: СС-Щурмбанфюрер Щайнек
- Противовъздушен батальон Лайбщандарт СС Адолф Хитлер: СС-Хауптщурмфюрер Бернард Краусе
- Батальон щурмови оръдия Sturmgeschütz Лайбщандарт СС Адолф Хитлер: СС-Щурмбанфюрер Георг Шоенбергер
- СС инженерен батальон Лайбщандарт СС Адолф Хитлер (моторизиран): СС-Щурмбанфюрер Христиан Хансен
- СС разузнавателен батальон 1 Лайбщандарт СС Адолф Хитлер: СС-Щурмбанфюрер Курт Майер

### СС танково-гренадирска дивизия Лайбщандарт СС Адолф Хитлер – 1942 г.
- 1-ви пехотен полк Лайбщандарт СС Адолф Хитлер
- 2-ри пехотен полк Лайбщандарт СС Адолф Хитлер
- Танков полк Лайбщандарт СС Адолф Хитлер
- Артилерийски полк Лайбщандарт СС Адолф Хитлер
- Разузнавателно подразделение Лайбщандарт СС Адолф Хитлер
- Противотанково подразделение Лайбщандарт СС Адолф Хитлер
- Подразделение щурмови оръдия Лайбщандарт СС Адолф Хитлер
- Противовъздущно подразделение Лайбщандарт СС Адолф Хитлер
- Инженерен батальон Лайбщандарт СС Адолф Хитлер
- Танково-информационно подразделение Лайбщандарт СС Адолф Хитлер
- Снабдителни части Лайбщандарт СС Адолф Хитлер

### 1-ва СС танкова дивизия Лайбщандарт СС Адолф Хитлер – 1943 г.
1-ва СС танкова дивизия Лайбщандарт СС Адолф Хитлер – 1944 г. – Западен фронт
- 1-ви СС танков полк
- 1-ви СС танково-гранадирски полк Лайбщандарт СС Адолф Хитлер
- 2-ри СС танково-гранадирски полк Лайбщандарт СС Адолф Хитлер
- 1-ви танково-артилерийски полк
- 1-во СС противовъздушно подразделение
- 1-во СС ракетно-минометно подразделение (от септември 1944 г.)
- 1-во СС подразделение щурмови оръдия
- 1-во СС танково-разузнавателно подразделение
- 1-во СС противотанково подразделение
- 1-ви СС танково-инженерен батальон
- 1-во СС танково-информационно подразделение
- 1-ви СС снабдителни части
- 1-ви СС резервен батальон (от октомври 1944 г.)